# Phép dựng hình bằng thước kẻ và compa

Dựng một lục giác đều bằng thước kẻ và compa.

Dựng một ngũ giác đều.

Phép dựng hình bằng compa và thước kẻ là phép dựng các độ dài, góc, và các hình hình học khác bằng cách chỉ sử dụng một thước kẻ thẳng lý tưởng và compa.
Thước kẻ thẳng lý tưởng được giả định là dài vô hạn, chỉ có 1 cạnh và không khắc vạch. Compa được giả định không bị xê dịch hay méo khi quay trên giấy. Phép dựng hình này chỉ sử dụng 3 định đề đầu của Euclid.